# Полосатиковые
Полоса́тиковые киты́, или полоса́тики (лат. Balaenopteridae), — семейство морских млекопитающих парвотряда усатых китов.

## Общее описание
Размеры варьируются от сравнительно небольших для китов до наибольших среди млекопитающих: самое крупное животное на Земле, синий кит, весит до 150—200 т при длине тела до 28—33 м, тогда как малый полосатик весит всего 9 т при длине тела 6,7—10 м. Полосатики Южного полушария обычно крупнее своих северных сородичей. Самки крупнее самцов.
Тело стройное, обтекаемое. Голова в 3,5—5 раз короче туловища, уплощённая, с широкой, слабо изогнутой пастью, снабжённой цедильным аппаратом (китовым усом). Полость рта низкая. Пластины китового уса соответственно довольно низкие (до 1 м) и широкие, со щетиновидной грубой бахромой. В каждой половине челюсти имеется по 260—470 пластин; спереди правый и левый ряды пластин соединяются между собой роговыми стерженьками. Спинной плавник хорошо развит и расположен в задней трети или четверти тела. Грудные плавники относительно узкие. Окраска и форма тела разнятся у разных видов. Фонтаны у полосатиков однострунные, нераздвоенные.
Самым характерным признаком представителей семейства являются 14—120 глубоких продольных полос-складок, проходящих от нижней челюсти по горлу и брюху. Складки способны растягиваться за счёт сильного развития сети эластичных волокон и сухожильных пучков в коже. Функция складок не совсем ясна. Предположительно, они, растягиваясь, увеличивают ротовую полость кита во время кормления. Кожных наростов на теле не имеют, однако для китов, заходящих в тёплые воды, характерен мраморный рисунок или светло-серые пятна на коже. Они остаются после изъязвления кожи кита микроорганизмами, эктопаразитами и миногами, водящимися в тёплом климате; при возвращении в холодные и умеренные воды ранки и язвы заживают. У китов, не заходящих в тёплые воды, таких следов на коже не имеется.

## Образ жизни
Полосатики широко распространены в Мировом океане. Большинство видов космополитичны; полосатики Брайда водятся лишь в тёплой зоне Мирового океана, отсутствуя в Арктике и Антарктике; серый кит представлен только охотско-корейским и чукотско-калифорнийским стадами. Встречаются преимущественно в открытом океане; только полосатики Брайда и серые киты круглый год держатся у побережья, и горбатые киты подходят к берегу во время миграций. Полосатиковые киты регулярно совершают сезонные миграции: весной и летом — в холодные воды для нагула жира, осенью и зимой — в умеренные и тёплые воды для размножения. Во время миграций голодают, существуя за счёт запасов подкожного жира. Питаются планктонными ракообразными и стайными рыбами, заглатывая воду, а затем пропуская её сквозь цедильный аппарат. Самый крупный в мире, синий кит, питается исключительно планктоном.
Встречаются группами из 2—5 особей. Половой зрелости достигают к 4—6 годам. Беременность длится около 1 года; самки приносят по 1 детёнышу ежегодно или раз в 2 года. Живут полосатики до 50 лет.
В связи с интенсивным промыслом ряда видов их численность резко сократилась, и в настоящее время они находятся под охраной.

## Классификация
По данным ASM Mammal Diversity Database, семейство полосатиковых состоит из 3 современных родов и 11 видов:
- Род Полосатики (Balaenoptera)
  - Северный малый полосатик (Balaenoptera acutorostrata)
  - Южный малый полосатик (Balaenoptera bonaerensis)
  - Сейвал (Balaenoptera borealis)
  - Полосатик Брайда (Balaenoptera brydei)
  - Полосатик Идена (Balaenoptera edeni)
  - Синий кит (Balaenoptera musculus)
  - Balaenoptera omurai
  - Финвал (Balaenoptera physalus)
  - Balaenoptera ricei
- Род Серые киты (Eschrichtius) — традиционно выделяется в собственное семейство Eschrichtiidae
  - Серый кит (Eschrichtius robustus)
- Род Горбатые киты (Megaptera)
  - Горбатый кит, или горбач, или длиннорукий полосатик (Megaptera novaeangliae)

В водах России встречается 6 видов полосатиковых (включая серого кита).

### Альтернативная классификация
Род полосатиков (Balaenoptera), по результатам ряда молекулярно-генетических анализов, является парафилетическим по отношению к серым китам (Eschrichtius) и горбатым китам (Megaptera). Чтобы решить эту проблему, в 2012 году А. Хассанин и коллеги представили альтернативную классификацию полосатиковых:
- Род Полосатики (Balaenoptera)
  - Финвал (Balaenoptera physalus)
- Род Серые киты (Eschrichtius)
  - Серый кит (Eschrichtius robustus)
- Род Горбатые киты (Megaptera)
  - Горбатый кит, или горбач, или длиннорукий полосатик (Megaptera novaeangliae)
- Род Pterobalaena
  - Северный малый полосатик (Pterobalaena acutorostrata)
  - Южный малый полосатик (Pterobalaena bonaerensis)
- Род Rorqualus
  - Сейвал (Rorqualus borealis)
  - Полосатик Брайда (Rorqualus brydei)
  - Полосатик Идена (Rorqualus edeni)
  - Синий кит (Rorqualus musculus)
  - Rorqualus omurai

Вид Balaenoptera ricei был описан в 2021 году и поэтому в данной классификации отсутствует. Исходя из анализа, проведённого авторами описания, B. ricei наиболее тесно связан с полосатиком Брайда, который, по классификации Хассанина и коллег, относится к роду Rorqualus.
Ископаемый род Marzanoptera выделен для двух видов в 2021 году.